# Paul Kempf
Paul Friedrich Ferdinand Kempf (Berlín, 3 de junio de 1856 - Postdam, 16 de febrero de 1920) fue un astrónomo alemán.
En 1878 obtuvo el doctorado en astronomía en la Universidad Humboldt de Berlín con una tesis titulada Untersuchungen über die Ptolemäische Theorie der Mondbewegung (Investigaciones sobre la teoría ptolemaica del movimiento lunar), con los directores científicos Wilhelm Foerster y  Friedrich Tietjen.   El 1 de julio del mismo año se convirtió en asistente en el Instituto Astrofísico de Potsdam.
Al principio de su carrera como astrónomo, ayudó al astrónomo  alemán Gustav Spörer en su trabajo para observar la actividad de las manchas solares. Kempf se unió a una expedición alemana a Chile en 1882 para observar el tránsito de Venus a través del Sol. Luego formó parte de misiones de eclipse solar a Rusia en 1887 y 1914. En 1886, fue ascendido a astrónomo titular y comenzó una colaboración con su amigo, el astrónomo alemán Gustav Müller para realizar un estudio masivo de estrellas del norte con magnitudes más brillantes que 7,5 encontradas en el Bonner Durchmusterung. Este trabajo se publicó entre 1894 y 1906, y el llamado Potsdamer Photometrische Durchmusterung completo apareció en 1907. (Nombre completo: "Photometrische Durchmusterung des Nördlichen Himmels, anthaltend alle sterne der BD bis zur Grösze 7.5" .
En 1894 fue nombrado observador principal en Potsdam. Kempf se convirtió en secretario de la Astronomische Gesellschaft en 1914, luego agregó el trabajo de tesorero, manteniendo ambos puestos hasta su muerte.  Le sobrevivió su esposa, Helene Marie Emilie Kempf, quien se convirtió en una de las dos primeras mujeres miembros de la Astronomische Gesellschaft en 1921.